# Lebedyn (Swenyhorodka)
Lebedyn (ukrainisch und russisch Лебедин, polnisch Łebedyn) ist ein Dorf in der Oblast Tscherkassy im Zentrum der Ukraine mit etwa 3400 Einwohnern (2024).

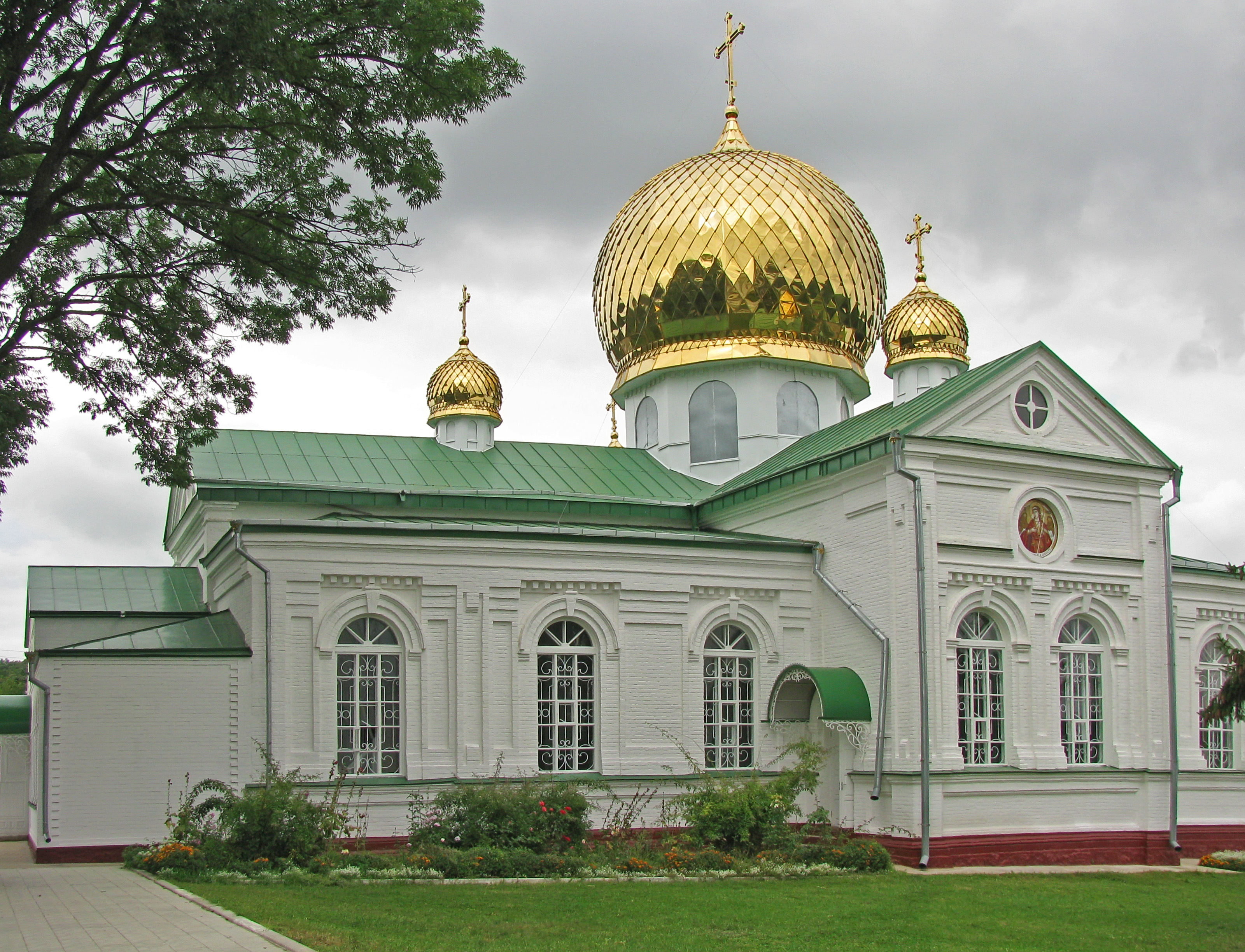
Kirche des St.-Nikolaus-Klosters in Lebedyn

Das erstmals 1448 schriftlich erwähnte Dorf liegt am Turija (Турія), einem 26 Kilometer langen Nebenfluss des Welyka Wys 13 km südöstlich vom ehemaligen Rajonzentrum Schpola und 78 km südwestlich vom Oblastzentrum Tscherkassy.
Im Dorf befindet sich das 1779 errichtete St.-Nikolaus-Kloster.
Am 5. Oktober 2018 wurde das Dorf ein Teil der Stadtgemeinde Schpola, bis dahin bildete es die gleichnamige Landratsgemeinde Lebedyn (Лебединська сільська рада/Lebedynska silska rada) im Süden des Rajons Schpola.
Am 17. Juli 2020 kam es im Zuge einer großen Rajonsreform zum Anschluss des Rajonsgebietes an den Rajon Swenyhorodka.

## Persönlichkeiten
1902 wurde in Lebedyn der Historiker und Wirtschaftswissenschaftler Mychailo Herassymenko (Михайло Петрович Герасименко; † 1961 in Lwiw) geboren.